# 札八兒火者
札八儿火者（?—?），又译劄八，《新元史》作阿剌浅，西域回回人赛夷（Sayyid）氏。伊斯兰教创始人穆罕默德后裔，火者（Khwajah）是宗教职衔，是蒙古帝国成吉思汗时期主要将领。
札八儿火者平生骁勇善战，雄勇善骑射，通晓汉语和诸国语言，往来于大漠南北贩卖牲畜。1203年归顺铁木真，在班朱尼河一起喝河水盟誓，从铁木真破王罕。蒙古帝国建国后，奉命出使金朝，察知金朝居庸关等关隘险要形势。1213年，向导蒙古攻金大军由林中间道越长城入塞，从腹背攻入居庸关南口（今北京昌平区），用计谋袭击攻取居庸关，迫使金人迁都汴京。1215年，入据中都，与诸将留守，担任黄河以北铁门以南天下都达鲁花赤，汉人称他为“宣差相公”。每次出战，披重甲午槊，陷阵驰突如飞，曾经骑着骆驼作战。曾和近侍御医刘仲禄共同作为持诏书的钦差护送丘处机从山东长途跋涉至中亚地区面见成吉思汗，以便成吉思汗向丘处机求教长生久视之道。窝阔台时，他奉命掌管站赤（驿站邮传）。1234年，跟随大军攻克蔡州灭金。1236年，分封功臣，赐给他百户养老。相传卒年一百一十八岁。赠推忠佐命功臣、太傅、开府仪同三司、上柱国，追封凉国公，谥武定。其子阿里罕、明里察。

## 延伸阅读
[在维基数据编辑]
 《元史·卷120》，出自宋濂《元史》
 《新元史/卷131》，出自柯劭忞《新元史》